# Reciu
Reciu – wieś w Rumunii, w okręgu Alba, w gminie Gârbova. W 2011 roku liczyła 294 mieszkańców.